# Tyrese Haliburton
Tyrese John Haliburton (Oshkosh, Wisconsin, EUA, 29 de febrer de 2000) és un jugador de bàsquet professional estatunidenc que juga amb els Indiana Pacers a la National Basketball Association (NBA).
Nascut a Oshkosh, Wisconsin, Haliburton va ser escollit, amb tres estrelles, per consens per l'Oshkosh North High School amb la qual va aconseguir guanyar un campionat estatal en la seva última temporada. Com a estudiant de primer any, amb els Iowa State Cyclones, va establir el rècord d'assistències en un sol partit. Va tenir un èxit rotund com a estudiant de segon any i va ser nomenat part del segon millor equip de la Conferència All-Big 12 tot i patir una lesió al canell que va posar fi a la seva temporada.
Haliburton va ser seleccionat pels Sacramento Kings en la 12a posició general del draft de l'NBA de 2020 . El 2022, va ser adquirit pels Indiana Pacers com a part d'un paquet de traspàs per Domantas Sabonis. Després va ser seleccionat per jugar l'All-Star amb la conferència Est dues vegades consecutives, com a reserva el 2023 i com a titular el 2024. El 2025, Haliburton va liderar els Pacers a la seva primera aparició a les Finals de l'NBA en 25 anys.
El 2019, Haliburton va ser part de l'equip dels Estats Units que va aconseguir una medalla d'or a la Copa del Món FIBA sub-19 a Heraklion, Grècia. També va formar part de la selecció nacional que va guanyar l'or als Jocs Olímpics d'estiu de 2024 a París, convertint-se en el primer exjugador de l'estat d'Iowa a guanyar l'or olímpic en bàsquet masculí.

## Estadístiques

### NBA

#### Temporada regular
| Any      | Equip      | PJ  | PT  | Min  | %TC  | %T3  | %TL  | RPP | APP   | ROB | TPP | PPP  |
| -------- | ---------- | --- | --- | ---- | ---- | ---- | ---- | --- | ----- | --- | --- | ---- |
| 2020-21  | Sacramento | 58  | 20  | 30.1 | .472 | .409 | .857 | 3.0 | 5.3   | 1.3 | .5  | 13.0 |
| 2021-22  | Sacramento | 51  | 51  | 34.4 | .457 | .413 | .837 | 3.9 | 7.4   | 1.7 | .7  | 14.3 |
| 2021-22  | Indiana    | 26  | 26  | 36.1 | .502 | .416 | .849 | 4.3 | 9.6   | 1.8 | .6  | 17.5 |
| 2022-23  | Indiana    | 56  | 56  | 33.6 | .490 | .400 | .871 | 3.7 | 10.4  | 1.6 | .4  | 20.7 |
| 2023-24  | Indiana    | 69  | 68  | 32.2 | .477 | .364 | .855 | 3.9 | 10.9* | 1.2 | .7  | 20.1 |
| 2024-25  | Indiana    | 73  | 73  | 33.6 | .473 | .388 | .851 | 3.5 | 9.2   | 1.4 | .7  | 18.6 |
| Career   | Career     | 333 | 294 | 33.0 | .477 | .392 | .855 | 3.7 | 8.8   | 1.5 | .6  | 17.5 |
| All-Star | All-Star   | 2   | 1   | 20.5 | .750 | .700 | —    | 4.0 | 4.5   | .0  | .0  | 25.0 |

#### Eliminatòries
| Any    | Equip   | PJ | PT | Min  | %TC  | %T3  | %TL  | RPP | APP | ROB | TPP | PPP  |
| ------ | ------- | -- | -- | ---- | ---- | ---- | ---- | --- | --- | --- | --- | ---- |
| 2024   | Indiana | 15 | 15 | 34.8 | .488 | .379 | .850 | 4.8 | 8.2 | 1.3 | .7  | 18.7 |
| Career | Career  | 15 | 15 | 34.8 | .488 | .379 | .850 | 4.8 | 8.2 | 1.3 | .7  | 18.7 |

### Universitat
| Any     | Equip      | PJ | PT | Min  | %TC  | %T3  | %TL  | RPP | APP | ROB | TPP | PPP  |
| ------- | ---------- | -- | -- | ---- | ---- | ---- | ---- | --- | --- | --- | --- | ---- |
| 2018–19 | Iowa State | 35 | 34 | 33.2 | .515 | .434 | .692 | 3.4 | 3.6 | 1.5 | .9  | 6.8  |
| 2019–20 | Iowa State | 22 | 22 | 36.7 | .504 | .419 | .822 | 5.9 | 6.5 | 2.5 | .7  | 15.2 |
| Career  | Career     | 57 | 56 | 34.6 | .509 | .426 | .775 | 4.4 | 4.7 | 1.9 | .8  | 10.1 |

## Vida personal
El pare de Haliburton, John, és àrbitre de bàsquet i exentrenador de bàsquet femení.  La seva mare, Brenda, assisteix a gairebé tots els seus partits de bàsquet. Té un germà petit, Marcel, del matrimoni dels seus pares, i dos germans grans del matrimoni anterior de la seva mare. Haliburton és cosí de l'exjugador de bàsquet Eddie Jones, que va tenir una carrera de 14 anys a l'NBA i va ser tres vegades All-Star de l'NBA . També és cosí de l'actual jugador dels Orlando Magic, Jalen Suggs .
Haliburton és cristià. El 2024, va dir: "La meva fe ha crescut molt durant l'últim any o dos. De petits no anàvem gaire a l'església, però enteníem el lloc de Déu a les nostres vides. Ara que sóc adult, suposo —ara tinc una casa i visc sol— vaig a l'església el diumenge sempre que puc. Vaig a la capella abans dels partits."
Haliburton és un dels quatre jugadors de la història de l'NBA nascuts el 29 de febrer. És fan de la WWE i ha aparegut en diversos esdeveniments de la WWE, com ara l'esdeveniment Fastlane del 2023 a Indianapolis, l'esdeveniment WWE Smackdown del 28 de juny de 2024 al Madison Square Garden i el Royal Rumble de l'1 de febrer de 2025 al Lucas Oil Stadium .